# American Express Centurion

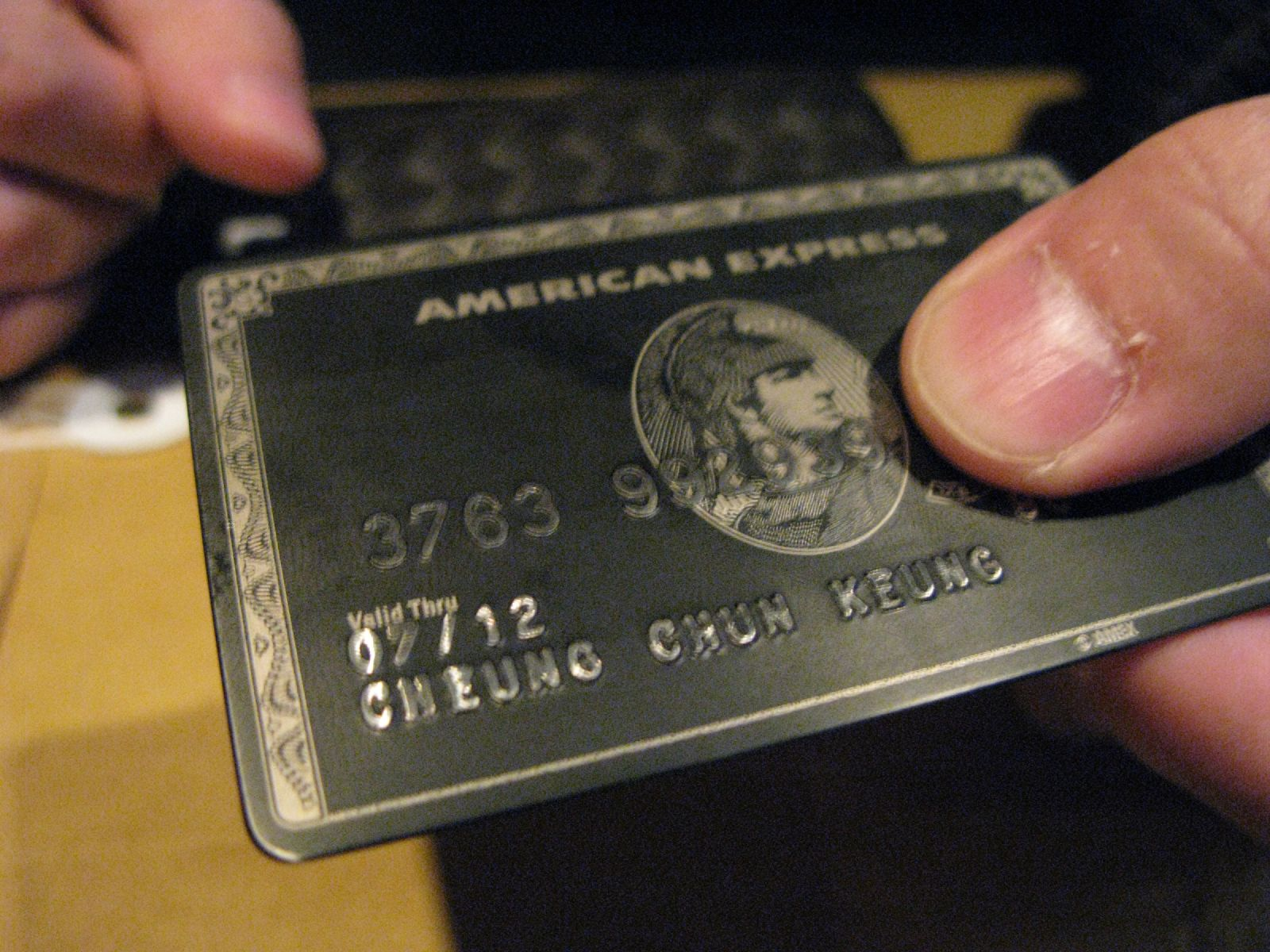

American Express Centurion, eller Amex Black Card som det ibland kallas, är ett betalkort från American Express. Kortet kan bara fås via inbjudan efter att man uppnått vissa kriterier. Exakt vad som krävs för att få en inbjudan är inte officiellt. Man ska dock räkna med att man måste ha haft ett American Express kort tidigare i minst ett år. 2022 var den årliga kortavgiften 30 000 kr.
Dessutom sägs det att man behöver spendera minst 250 000 dollar för att få en inbjudan, vissa rykten anger så högt som 450 000 dollar.
Jerry Seinfeld berättade i ett avsnitt av Comedians in Cars Getting Coffee att kortet utvecklades först efter att han ringt American Express dåvarande president och frågat om kortet. Presidenten berättade att det hela var en myt, men gillade idén. Kortet skapades kort därefter och Jerry Seinfeld fick det första kortet. 
Kortet innehåller anodiserat titan. 2008 rapporterades det att kortläsaren förstördes när titankortet användes på ICA Östermalm.
2021 inledde American Express ett samarbete med Prada där ett chip installerades i ett läderarmband.